# Charles Mackerras

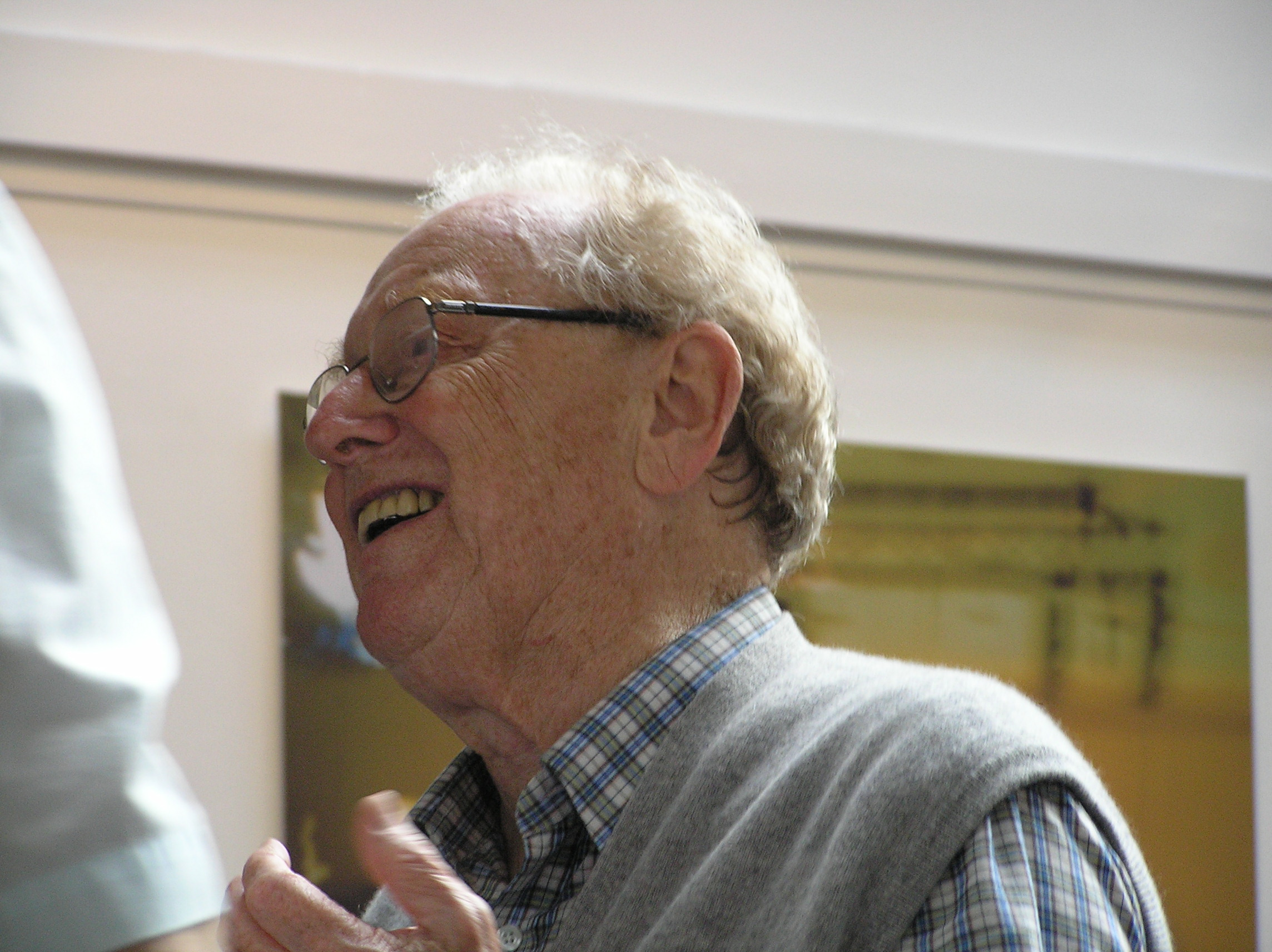
Charles Mackerras

Sir Charles Mackerras (Schenectady, 17 novembre 1925 – Londra, 14 luglio 2010) è stato un direttore d'orchestra e compositore australiano, di origine statunitense.

## Biografia
Dopo aver concluso gli studi in Australia, a Sydney, presso il Conservatorio del Nuovo Galles del Sud e nel 1943 inizia come secondo oboe nella Sydney Symphony Orchestra diventando primo oboe l'anno successivo.
Nel 1947 suona l'oboe e il corno inglese al Sadler's Wells Theatre di Londra.
Successivamente dopo aver vinto il British Council si è perfeziononato, presso l'Accademia di Praga (1947), con Václav Talich, dal quale ha ereditato un profondo amore per la musica ceca. 
Ha diretto le prime inglesi delle opere di Leoš Janáček.
Dal 1948 al 1954 dirige al Teatro Sadler's Welles di Londra ben diciannove opere, fra cui nel 1951 la prima per la Gran Bretagna (in forma scenica) di Káťa Kabanová e del suo balletto Pineapple Poll con la coreografia di John Cranko. 
Successivamente inizia a estendere la sua attività in molti paesi d'Europa e d'America, rimanendo però legato alle varie istituzioni londinesi. 
Dal 1954 al 1956 è stato il direttore principale dell'Orchestra della BBC.
Nel 1955 dirige la sua The Lady and the Fool al Royal Opera House di Londra e nel 1956 dirige la prima assoluta di Ruth di Lennox Berkeley a Londra.
Nel 1958 a Aldeburgh dirige la prima rappresentazione nella Jubilee Hall di "Les mamelles de Tirésias" di Francis Poulenc con il compositore e Benjamin Britten ai pianoforti e la première nell'Orford Parish Church di "Noye's Fludde" di Britten con Michael Crawford. 
Negli anni sessanta è particolarmente attivo all'Opera di Berlino (1961-1963) ed all'Opera di Amburgo (1965-1970).
Nel 1962 dirige la prima assoluta del Concerto n. 1 in do maggiore di Franz Joseph Haydn al Teatro Nazionale di Praga.
Al Covent Garden nel 1964 dirige Katerina Izmajlova, nel 1966 Turandot, nel 1967 Carmen (opera), nel 1968 Tosca (opera), nel 1969 Così fan tutte con Luigi Alva e Lucia Popp, Simon Boccanegra e Il gallo d'oro.
Ancora nel 1964 al Sadler's Wells Theatre dirige Věc Makropulos e la prima esecuzione assoluta nelle Assembly Rooms di Norwich di "The Five Ages of Man" di Thea Musgrave.
Nel 1965 dirige L'affaire Makropoulos (Vec Makropulos) al Théâtre de la Ville di Parigi, Z mrtvého domu (From the House of the Dead) di Janacek al Sadler's Wells Theatre e Peter Grimes (Britten) al Grand Théâtre di Ginevra.
Direttore musicale della English National Opera dal 1970 al 1977 dirigendo Król Roger di Karol Szymanowski nel 1975 e condirettore ospite dell'orchestra Sinfonica della BBC dal 1976 al 1979, ha guidato alcune fra le più importanti orchestre americane ed europee. 
Al Royal Opera House nel 1971 dirige Orfeo ed Euridice (Gluck) e Billy Budd (opera), nel 1972 Jenůfa di Janáček, nel 1973 Aida con Leontyne Price e Kiri Te Kanawa e Il trovatore con Fiorenza Cossotto, nel 1974 Sogno di una notte di mezza estate (opera) e Otello (Verdi) con Piero Cappuccilli e la Te Kanawa, nel 1978 Un ballo in maschera con José Carreras, nel 1981 Alceste (Gluck) con Janet Baker, nel 1982 Semele (Handel), nel 1994 Roméo et Juliette, nel 1995 The Yeomen of the Guard, nel 2000 The Greek Passion di Bohuslav Martinů, nel 2001 Die Entführung aus dem Serail e La sposa venduta, nel 2002 Don Giovanni (opera), nel 2004 Der Rosenkavalier. Fino al 2005 il maestro ha diretto in 145 rappresentazioni del Covent Garden.
Apprezzato interprete di Mozart, si è anche molto impegnato nella diffusione delle opere di Janáček.
Il suo repertorio, assai vasto, spazia dal barocco al contemporaneo.
Ad Edimburgo nel 1972 dirige Duke Bluebeard's Castle di Béla Bartók, Oedipus rex (Stravinskij) e Carmen (opera).
Nel 1972 debutta al Metropolitan Opera House di New York dirigendo Orfeo ed Euridice (Gluck) con Marilyn Horne.
Nel 1973 ha diretto la prima rappresentazione in oratorio nel Teatro La Fenice di Venezia di "La clemenza di Tito" di Wolfgang Amadeus Mozart.
Ad Edimburgo nel 1976 dirige Das Rheingold, Die Walküre, Il crepuscolo degli dei e Sigfrido (opera), nel 1978 Simon Boccanegra, Dido and Aeneas e Savitri di Gustav Holst.
Ancora nel 1976 dirige Norma (opera) con Beverly Sills e Tatiana Troyanos al San Diego Opera.
Nel Coliseum Theatre di Londra dirige le prime di Julietta aneb Snár di Bohuslav Martinů nel 1978, di Maria Stuarda (opera) di Donizetti con la Baker e John Tomlinson nel 1982 e di "Serse (opera)" di Händel nel 1985.
Nel 1979 dirige Le prophète al Metropolitan con Marilyn Horne.
Nel 1980 dirige il Judas Maccabaeus di Georg Friedrich Händel con l'English Chamber Orchestra nel Teatro alla Scala di Milano e la prima rappresentazione nel Théâtre de l'Opéra di Parigi di "Jenůfa" di Leoš Janáček. 
Sempre nel 1980 Sir Charles Mackerras dirige "Jenůfa" di Leoš Janáček al Wiener Staatsoper dove nel 1982 dirige Der Rosenkavalier con Gundula Janowitz, nel 1983 Il trovatore con Giorgio Zancanaro e Ghena Dimitrova, nel 1984 Der fliegende Holländer con Gwyneth Jones ed Attila (opera) con Nicolai Ghiaurov, Piero Cappuccilli e Maria Chiara, nel 1986 La bohème, nel 1987 La traviata con Ileana Cotrubaș, Macbeth (opera) con Renato Bruson e Ifigenia in Aulide (Gluck). 
Fino al 1989 il maestro ha diretto in 55 rappresentazioni viennesi.
Al Palais Garnier di Parigi nel 1980 dirige Geneviève ou Sa belle-fille (Jenufa) con Jane Berbié e nel 1981 The Greek Passion di Martinü a Cardiff per la Welsh National Opera.
Nel 1982 vince il Grammy Award for Best Opera Recording con l'album Janáček: From the House of the Dead con i Wiener Philharmoniker.
Nel 1983 dirige Giulio Cesare (Haendel) con Tatiana Troyanos al Grand Théâtre di Ginevra.
Per il Teatro La Fenice nel 1985 dirige Orlando (opera) di Händel con Lella Cuberli, Marilyn Horne e Giorgio Surian ed un concerto nella Basilica di San Marco con William Matteuzzi.
Nel 1985 dirige la prima rappresentazione nel Théâtre du Châtelet di Parigi di Rinaldo (opera) di Händel con Ewa Podleś e James Bowman (controtenore).
Dal 1987 al 1992 è il direttore musicale del Welsh National Opera.
Nel 1988 dirige Z mrtvého domu (D'une maison des morts) di Janacek al Théâtre national de l'Opéra-Comique di Parigi.
Al Glyndebourne Festival Opera nel 1990 dirige Falstaff (Verdi) con la London Philharmonic Orchestra e Claudio Desderi, nel 1997 Le nozze di Figaro, nel 1999 Rodelinda (opera) con l'Orchestra of the Age of Enlightenment, nel 2005 Die Zauberflöte con Robert Lloyd e nel 2010 Così fan tutte con Pietro Spagnoli.
Nel 1991 dirige il concerto nel Mozarteum di Salisburgo con la ciaccona e il balletto da "Idomeneo, re di Creta ossia Ilio ed Idamante" per pianoforte e orchestra di Wolfgang Amadeus Mozart e "Les illuminations" di Benjamin Britten.
Al Metropolitan nel 1991 dirige Káťa Kabanová con Leonie Rysanek e nel 1992 Billy Budd (opera), nel 1998 The Makropulos Case di Leoš Janáček e Die Zauberflöte, nel 1999 Lucia di Lammermoor con Andrea Rost, nel 2001 Hänsel e Gretel (opera) con Jennifer Larmore. Fino al 2002 il maestro ha diretto in 60 rappresentazioni al Met.
A Edimburgo nel 1994 dirige Le nozze di Figaro con Carol Vaness.
Nel 1995 ha diretto un concerto al San Francisco Opera.
A Edimburgo nel 1997 dirige Lucia di Lammermoor con Andrea Rost, nel 2001 Idomeneo, re di Creta con Lorraine Hunt Lieberson e Barbara Frittoli, nel 2002 Maria Stuarda (opera) con Anna Caterina Antonacci e la Frittoli, nel 2003 Macbeth (opera), nel 2004 Der Freischütz con Jonas Kaufmann, nel 2005 La clemenza di Tito con Magdalena Kozená, Zaide ed infine Fidelio e nel 2006 La Creazione.
Nel 2000 dirige Così fan tutte con Barbara Frittoli e Rolando Panerai all'Opéra National de Paris.

## Composizioni

### Balletti
- Pineapple Poll
- The lady and the fool

## CD parziale
- Brahms: Serenades No. 1 And No. 2 - Scottish Chamber Orchestra/Sir Charles Mackerras, 1999 Telarc
- Britten, Gloriana - Mackerras/Barstow/Langridge, 1992 Decca
- Chopin: Piano Concerto No. 1; Grande Valse Brillante; Variations On la Ci Darem la Mano - Catherine Mackintosh/Emanuel Ax/Orchestra of the Age of Enlightenment/Sir Charles Mackerras, 1999 Sony/BMG
- Delibes/Messager/Gounod: Ballet Music - Sir Charles Mackerras, 1988 EMI/Warner
- Delius: Orchestral Works - Orchestra of the Welsh National Opera/Sir Charles Mackerras, 1990 Decca
- Donizetti: Lucia di Lammermoor - London Voices/Andrea Rost/Sir Charles Mackerras/Angela Moore/Alastair Miles/The Hanover Band, 1998 Sony/BMG
- Dvorak, Rusalka - Mackerras/Fleming/Heppner, 1998 Decca
- Haendel (Mozart), Messia - Mackerras/Mathis/Adam/Finnila, 1990 Archiv Produktion
- Handel: Messiah, HWV56 - The Ambrosian Singers/Dame Janet Baker/English Chamber Orchestra/Robert Tear/Sir Charles Mackerras, 1967 EMI/Warner
- Haendel, Arie - Terfel, 1997 Deutsche Grammophon
- Handel: Water Music - Orchestra of St. Luke's/Sir Charles Mackerras, 1991 Telarc
- Haydn: Symphonies No. 31 - "Hornsignal" & No. 45 - "Farewell" - Orchestra of St. Luke's/Sir Charles Mackerras, 1989 Telarc
- Humperdinck: Hansel and Gretel - Jennifer Larmore/Rebecca Evans/Jane Henschel/Philharmonia Orchestra, 2007 Chandos - Grammy Award for Best Opera Recording 2008
- Janacek, Sinfonietta/Taras Bulba/Suite Piccole volpi astuta - Mackerras/WPO, 1979/1980 Decca
- Janacek, Affare Makropulos - Mackerras/Zitek, 1991 Decca
- Janacek, Dalla casa dei morti, Mackerras/Zitek, 1980 Decca
- Janacek, Jenufa - Mackerras/Söderström/Popp, 1982 Decca
- Janacek, Kata Kabanova - Mackerras/Söderström/Kniplova, 1976 Decca
- Janacek, Opere (Piccola volpe/Katia K/Makropulos...) - Mackerras/Söderström/Popp, Decca
- Janacek, Piccola volpe astuta - Mackerras/Popp/Marova/Krejcik, 1981 Decca
- Janacek/Weinberger/Smetana - Sir Charles Mackerras,  1990 EMI/Warner
- Mozart, Conc. pf. n. 9, 25 - Brendel/Mackerras/Scottish CO, 2001 Philips
- Mozart, Conc. pf. n. 20, 24 - Brendel/Mackerras/Scottish CO, 1998 Philips
- Mozart, The Mozart album - De Niese/Mackerras/OAE, 2009 Decca
- Mozart: Symphonies 38-41 - Scottish Chamber Orchestra/Sir Charles Mackerras, 2008 Linn
- Mozart: The Magic Flute - London Philharmonic Orchestra/Sir Charles Mackerras/John Tomlinson, 2005 Chandos
- Mozart: The Magic Flute - Scottish Chamber Orchestra/Sir Charles Mackerras, 1991 Telarc
- Mozart: Marriage of Figaro - Scottish Chamber Orchestra/Sir Charles Mackerras, 1995 Telarc
- Mozart: La Clemenza di Tito - Hillevi Martinpelto/Magdalena Kožená/Rainer Trost/Scottish Chamber Orchestra/Sir Charles Mackerras, 2006 Deutsche Grammophon
- Mozart: Don Giovanni - Scottish Chamber Orchestra/Sir Charles Mackerras, 1996 Telarc
- Mozart: Così Fan Tutte - Scottish Chamber Orchestra/Sir Charles Mackerras, 1994 Telarc
- Mozart: Serenade In B-Flat For 13 Winds - Orchestra of St. Luke's/Sir Charles Mackerras, 1994 Telarc
- Purcell: Dido and Aeneas; Ode on St. Cecilia's Day - Alexander Young/Barry McDaniel/John Rippon/John Shirley-Quirk/Paul Esswood/Simon Woolf/Sir Charles Mackerras/Tatiana Troyanos, 2005 Deutsche Grammophon
- Rimsky-Korsakov: Scheherazade - Capriccio Espagnol - London Symphony Orchestra/Sir Charles Mackerras, 1990 Telarc
- Scarlatti, Stabat Mater - Freni/Berganza/Mackerras, Archiv Produktion
- Schubert: Symphonies No. 5, 8 & 9 - Sir Charles Mackerras, 2000 Erato
- Sibelius: Symphony No. 2; The Swan of Tuonela - London Symphony Orchestra/Sir Charles Mackerras, 2005 LSO
- De Niese: The Mozart Album - Danielle de Niese/Orchestra of the Age of Enlightenment/Sir Charles Mackerras, 2009 Decca
- Fleming, Arie da opere it. e francesi - Mackerras/LPO, 1999 Decca
- Fleming: Mozart Arias - Renée Fleming/Sir Charles Mackerras/The Orchestra Of St. Luke's, 1996 Decca
- Terfel: Tutto Mozart! - Bryn Terfel/Scottish Chamber Orchestra/Sir Charles Mackerras, 2006 Deutsche Grammophon
- Endless Pleasure - Ruth Ann Swenson/Hancock William Carter/Elizabeth Kenny/Sir Charles Mackerras/Orchestra of The Age of Enlightenment/Susan Sheppard/John Toll, 2003 Angel/EMI

## DVD & BLU-RAY parziale
- Britten, Billy Budd - Mackerras/Glossop/Pears/LSO, 1966 Decca
- Delius, A village Romeo and Juliet - Mackerras/ORF SO, 1992 Decca
- Gounod: Romeo et Juliette (Royal Opera House, 1994) - Roberto Alagna/Charles Mackerras, Opus Arte/Naxos
- Handel: Julius Caesar (ENO, 1984) - English National Opera Chorus and Orchestra/Charles MacKerras, Arthaus Musik/Naxos
- Handel: Xerxes (ENO, 1988) - regia Nicholas Hytner, Arthaus Musik/Naxos
- Janacek: The Cunning Little Vixen (Chatelet, 1995) - Thomas Allen/Orchestre de Paris, Arthaus Musik/Naxos
- Lortzing: Zar und Zimmermann (Hamburg State Opera, 1969) - Lucia Popp, Arthaus Musik/Naxos
- Mozart: Don Giovanni (Royal Opera House, 2008) - Simon Keenlyside/Eric Halfvarson/Joyce DiDonato/Ramón Vargas, Opus Arte/Naxos
- Wagner: Die Meistersinger von Nurnberg (Opera Australia, 1988), Arthaus Musik/Naxos